# The Chill Out Sessions
The Chill Out Sessions — другий міні-альбом британського рок-гурту Bring Me the Horizon, випущений 22 листопада 2012 року. Альбом складається з реміксів, зроблених британським продюсером електронної музики Draper.

## Список композицій
| #     | Назва                           | Тривалість |
| ----- | ------------------------------- | ---------- |
| 1.    | «Crucify Me»                    | 4:46       |
| 2.    | «It Never Ends»                 | 3:37       |
| 3.    | «Fuck»                          | 5:27       |
| 4.    | «Don't Go»                      | 3:47       |
| 5.    | «Memorial/Blessed with a Curse» | 6:46       |
| 6.    | «Blessed with a Curse»          | 5:05       |
| 29:25 |                                 |            |